# Achille Geremicca
Achille Geremicca (Napoli, 1897 – Napoli, 1951) è stato un poeta e romanziere italiano.

## Biografia
Coltivò fin dai tempi del Liceo l'amore per la poesia, pubblicando delle liriche sui più importanti periodici napoletani, fra i quali Il Mattino di Edoardo Scarfoglio.
Collaboratore dell'Istituto italiano per gli studi storici, Geremicca fece parte della ristretta cerchia di amici che frequentavano il salotto di Benedetto Croce, con il quale strinse una sincera amicizia. Questa è testimoniata dal fatto che, se il primo dedicò dei versi alla primogenita del filosofo in occasione del matrimonio, il filosofo, invece, ospitò diverse poesie sulla rivista «La Critica», curò il fascicolo commemorativo dopo la morte del poeta  e ne pubblicò anche l'inedita fiaba in versi La virtù di Cenerentola.
Proprio la predetta raccolta, uscita postuma, contiene la versione moderna della favola su Cenerentola, che «si mantiene virtuosa in attesa di un buon matrimonio».
Fra le altre opere di Geremicca, si ricordano il romanzo I fantasmi della mia vita del 1925, la Commedia di maggio  del 1930 e la raccolta di novelle Amore mattutino del 1932.